# サラ・マッケンジー
サラ・マッケンジー（Sarah McKenzie）は、オーストラリアのジャズ・ミュージシャン。彼女は歌手で、ピアニスト、作曲家である。彼女のアルバム『Close Your Eyes』は、2012年のARIAミュージック・アワードでベスト・ジャズ・アルバムを受賞した。また、2011年にアルバム『Don't Tempt Me』で、2015年にアルバム『We Could Be Lovers』で同賞にノミネートされた。『We Could Be Lovers』は、2015年にオーストラリアのベスト・ジャズ・ボーカル・アルバムとしてオーストラリア・ジャズ・ベル賞を受賞した。

## ディスコグラフィ

### リーダー・アルバム
- Don't Tempt Me (2011年、ABC Music)[6]
- Close Your Eyes (2012年、ABC Music)[7]
- We Could Be Lovers (2014年、ABC Music)
- Paris in the Rain (2017年、Impulse!)
- Secrets of My Heart (2019年、Normandy Lane Music)